# Großer Preis von Kanada 1976
Der Große Preis von Kanada 1976 (offiziell XV Labatt's Canadian Grand Prix) fand am 3. Oktober auf dem Mosport International Raceway in Ontario statt und war das 14. Rennen der Automobil-Weltmeisterschaft 1976.

## Berichte

### Hintergrund
Mit 17 Punkten Rückstand auf den WM-Führenden Niki Lauda ging James Hunt, der seinen 50. Grand Prix bestritt, in die drei Überseerennen, die das Saisonende bildeten. Das Team McLaren hatte zudem noch Chancen auf den Gewinn der Konstrukteurs-Weltmeisterschaft. Aufgrund dieser Situation entschied man sich, die Weiterentwicklung des problematischen M26 vorerst auszusetzen und die Saison mit dem ausgereiften M23 zu beenden.
Der Einsatz von Carlos Reutemann bei Ferrari beim Großen Preis von Italien fand zunächst keine Fortsetzung. Das Engagement des Teams wurde wieder auf die zwei üblichen Werkswagen für Lauda und Clay Regazzoni reduziert. Als Besetzung für das durch Reutemanns Kündigung  bei Brabham frei gewordene und in Italien übergangsweise mit Rolf Stommelen besetzte Cockpit wurde für den Rest der Saison Larry Perkins unter Vertrag genommen. Dessen bisheriges Team HB Bewaking Systems verzichtete auf die Teilnahme an den Überseerennen.
Chris Amon, der während des Großen Preises von Deutschland eigentlich seinen Rücktritt vom Motorsport beschlossen hatte, kehrte am Steuer des zweiten Wolf-Williams ins Fahrerfeld zurück.

### Training
Neben Hunt, der die Pole-Position erreichte, zeigten vor allem die March-Piloten Ronnie Peterson und Vittorio Brambilla mit der zweit- beziehungsweise drittschnellsten Rundenzeit gute Trainingsleistungen. Es folgten Patrick Depailler, Mario Andretti sowie Lauda.
Nach einem Dreher von Amon konnte Harald Ertl nicht rechtzeitig ausweichen und kollidierte mit dessen Wagen. Beide Fahrer verletzten sich dabei leicht, sodass sie, auch aufgrund der Beschädigungen an ihren Fahrzeugen, nicht am Rennen teilnehmen konnten.
Otto Stuppacher unternahm in einem privaten Tyrrell 007 einen weiteren Versuch, sich für einen Grand Prix zu qualifizieren, was ihm jedoch bei Weitem nicht gelang. Zwischenzeitlich appellierten einige Fahrerkollegen an ihn, den Versuch einzustellen, da sie in ihm aufgrund seiner Unerfahrenheit eine Gefahr sahen.

### Rennen
Peterson gelang ein besserer Start als Hunt, wodurch er die Führung übernehmen konnte. In der zweiten Kurve überholte Depailler den etwas schlechter gestarteten Brambilla und gelangte somit auf den dritten Rang. Im weiteren Verlauf der ersten Runde wurde Brambilla von Andretti, in der vierten Runde von Jody Scheckter und im neunten Umlauf von Lauda überholt.
In der neunten Runde übernahm Hunt die Führung und gab sie für den Rest des Rennens nicht mehr ab. Der bis dato Führende Peterson verlor während der folgenden Runden zahlreiche Positionen und beendete das Rennen schließlich als Neunter.
Aufgrund von Handlingproblemen musste Lauda in der 59. Runde Jochen Mass, Regazzoni und Carlos Pace passieren lassen und fiel somit auf den achten Rang zurück.
Durch seinen Sieg reduzierte Hunt seinen Rückstand in der Weltmeisterschafts-Wertung auf acht Punkte, da sein Kontrahent Lauda punktelos blieb.

## Meldeliste
| Team                                   | Nr. | Fahrer             | Chassis         | Motor                     | Reifen |
| -------------------------------------- | --- | ------------------ | --------------- | ------------------------- | ------ |
| Scuderia Ferrari SpA SEFAC             | 01  | Niki Lauda         | Ferrari 312T2   | Ferrari 015 3.0 F12       | G      |
| Scuderia Ferrari SpA SEFAC             | 02  | Clay Regazzoni     | Ferrari 312T2   | Ferrari 015 3.0 F12       | G      |
| Elf Team Tyrrell                       | 03  | Jody Scheckter     | Tyrrell P34     | Ford Cosworth DFV 3.0 V8  | G      |
| Elf Team Tyrrell                       | 04  | Patrick Depailler  | Tyrrell P34     | Ford Cosworth DFV 3.0 V8  | G      |
| John Player Team Lotus                 | 05  | Mario Andretti     | Lotus 77        | Ford Cosworth DFV 3.0 V8  | G      |
| John Player Team Lotus                 | 06  | Gunnar Nilsson     | Lotus 77        | Ford Cosworth DFV 3.0 V8  | G      |
| Martini Racing                         | 07  | Larry Perkins      | Brabham BT45    | Alfa Romeo 115-12 3.0 F12 | G      |
| Martini Racing                         | 08  | Carlos Pace        | Brabham BT45    | Alfa Romeo 115-12 3.0 F12 | G      |
| Beta Team March                        | 09  | Vittorio Brambilla | March 761       | Ford Cosworth DFV 3.0 V8  | G      |
| March Engineering                      | 10  | Ronnie Peterson    | March 761       | Ford Cosworth DFV 3.0 V8  | G      |
| March Engineering                      | 34  | Hans-Joachim Stuck | March 761       | Ford Cosworth DFV 3.0 V8  | G      |
| Marlboro Team McLaren                  | 11  | James Hunt         | McLaren M23     | Ford Cosworth DFV 3.0 V8  | G      |
| Marlboro Team McLaren                  | 12  | Jochen Mass        | McLaren M23     | Ford Cosworth DFV 3.0 V8  | G      |
| Shadow Racing Team                     | 16  | Tom Pryce          | Shadow DN8      | Ford Cosworth DFV 3.0 V8  | G      |
| Shadow Racing Team                     | 17  | Jean-Pierre Jarier | Shadow DN5B     | Ford Cosworth DFV 3.0 V8  | G      |
| Team Surtees                           | 18  | Brett Lunger       | Surtees TS19    | Ford Cosworth DFV 3.0 V8  | G      |
| Team Surtees                           | 19  | Alan Jones         | Surtees TS19    | Ford Cosworth DFV 3.0 V8  | G      |
| Walter Wolf Racing                     | 20  | Arturo Merzario    | Williams FW05   | Ford Cosworth DFV 3.0 V8  | G      |
| Walter Wolf Racing                     | 21  | Chris Amon         | Williams FW05   | Ford Cosworth DFV 3.0 V8  | G      |
| Team Ensign                            | 22  | Jacky Ickx         | Ensign N176     | Ford Cosworth DFV 3.0 V8  | G      |
| Hesketh Racing with Rizla Penthouse    | 24  | Harald Ertl        | Hesketh 308D    | Ford Cosworth DFV 3.0 V8  | G      |
| Penthouse Rizla Racing with Hesketh    | 25  | Guy Edwards        | Hesketh 308D    | Ford Cosworth DFV 3.0 V8  | G      |
| Ligier Gitanes                         | 26  | Jacques Laffite    | Ligier JS5      | Matra MS73 3.0 V12        | G      |
| Citibank Team Penske                   | 28  | John Watson        | Penske PC4      | Ford Cosworth DFV 3.0 V8  | G      |
| Copersucar-Fittipaldi                  | 30  | Emerson Fittipaldi | Copersucar FD04 | Ford Cosworth DFV 3.0 V8  | G      |
| Team Norev Racing with BS Fabrications | 38  | Henri Pescarolo    | Surtees TS19    | Ford Cosworth DFV 3.0 V8  | G      |
| ÖASC Racing Team                       | 39  | Otto Stuppacher    | Tyrrell 007     | Ford Cosworth DFV 3.0 V8  | G      |

## Klassifikationen

### Startaufstellung
| Pos. | Fahrer             | Konstrukteur       | Zeit     | Ø-Geschwindigkeit | Start |
| ---- | ------------------ | ------------------ | -------- | ----------------- | ----- |
| 01   | James Hunt         | McLaren-Ford       | 1:12,389 | 196,787 km/h      | 01    |
| 02   | Ronnie Peterson    | March-Ford         | 1:12,783 | 195,722 km/h      | 02    |
| 03   | Vittorio Brambilla | March-Ford         | 1:12,799 | 195,679 km/h      | 03    |
| 04   | Patrick Depailler  | Tyrrell-Ford       | 1:12,837 | 195,576 km/h      | 04    |
| 05   | Mario Andretti     | Lotus-Ford         | 1:13,028 | 195,065 km/h      | 05    |
| 06   | Niki Lauda         | Ferrari            | 1:13,060 | 194,979 km/h      | 06    |
| 07   | Jody Scheckter     | Tyrrell-Ford       | 1:13,191 | 194,630 km/h      | 07    |
| 08   | Hans-Joachim Stuck | March-Ford         | 1:13,322 | 194,283 km/h      | 08    |
| 09   | Jacques Laffite    | Ligier-Matra       | 1:13,425 | 194,010 km/h      | 09    |
| 10   | Carlos Pace        | Brabham-Alfa Romeo | 1:13,438 | 193,976 km/h      | 10    |
| 11   | Jochen Mass        | McLaren-Ford       | 1:13,439 | 193,973 km/h      | 11    |
| 12   | Clay Regazzoni     | Ferrari            | 1:13,500 | 193,812 km/h      | 12    |
| 13   | Tom Pryce          | Shadow-Ford        | 1:13,665 | 193,378 km/h      | 13    |
| 14   | John Watson        | Penske-Ford        | 1:13,973 | 192,573 km/h      | 14    |
| 15   | Gunnar Nilsson     | Lotus-Ford         | 1:14,397 | 191,475 km/h      | 15    |
| 16   | Jacky Ickx         | Ensign-Ford        | 1:14,461 | 191,311 km/h      | 16    |
| 17   | Emerson Fittipaldi | Copersucar-Ford    | 1:14,471 | 191,285 km/h      | 17    |
| 18   | Jean-Pierre Jarier | Shadow-Ford        | 1:15,113 | 189,650 km/h      | 18    |
| 19   | Larry Perkins      | Brabham-Alfa Romeo | 1:15,598 | 188,434 km/h      | 19    |
| 20   | Alan Jones         | Surtees-Ford       | 1:15,652 | 188,299 km/h      | 20    |
| 21   | Henri Pescarolo    | Surtees-Ford       | 1:15,846 | 187,817 km/h      | 21    |
| 22   | Brett Lunger       | Surtees-Ford       | 1:16,201 | 186,942 km/h      | 22    |
| 23   | Harald Ertl        | Hesketh-Ford       | 1:16,534 | 186,129 km/h      | DNS   |
| 24   | Guy Edwards        | Hesketh-Ford       | 1:17,217 | 184,483 km/h      | 23    |
| 25   | Arturo Merzario    | Wolf-Williams-Ford | 1:17,288 | 184,313 km/h      | 24    |
| 26   | Chris Amon         | Wolf-Williams-Ford | 1:18,202 | 182,159 km/h      | DNS   |
| DNQ  | Otto Stuppacher    | Tyrrell-Ford       | 1:25,084 | 167,425 km/h      | –     |

### Rennen
| Pos. | Fahrer             | Konstrukteur       | Runden | Stopps | Zeit        | Start | Schnellste Runde |
| ---- | ------------------ | ------------------ | ------ | ------ | ----------- | ----- | ---------------- |
| 01   | James Hunt         | McLaren-Ford       | 80     | 0      | 1:40:09,626 | 01    | 1:14,124         |
| 02   | Patrick Depailler  | Tyrrell-Ford       | 80     | 0      | + 6,331     | 04    | 1:13,817 (60.)   |
| 03   | Mario Andretti     | Lotus-Ford         | 80     | 0      | + 10,366    | 05    | 1:14,160         |
| 04   | Jody Scheckter     | Tyrrell-Ford       | 80     | 0      | + 19,745    | 07    | 1:14,124         |
| 05   | Jochen Mass        | McLaren-Ford       | 80     | 0      | + 41,811    | 11    | 1:14,273         |
| 06   | Clay Regazzoni     | Ferrari            | 80     | 0      | + 46,256    | 12    | 1:14,453         |
| 07   | Carlos Pace        | Brabham-Alfa Romeo | 80     | 0      | + 46,472    | 10    | 1:14,026         |
| 08   | Niki Lauda         | Ferrari            | 80     | 0      | + 1:12,957  | 06    | 1:14,648         |
| 09   | Ronnie Peterson    | March-Ford         | 79     | 0      | + 1 Runde   | 02    | 1:15,141         |
| 10   | John Watson        | Penske-Ford        | 79     | 0      | + 1 Runde   | 14    | 1:14,727         |
| 11   | Tom Pryce          | Shadow-Ford        | 79     | 0      | + 1 Runde   | 13    | 1:14,716         |
| 12   | Gunnar Nilsson     | Lotus-Ford         | 79     | 0      | + 1 Runde   | 15    | 1:15,280         |
| 13   | Jacky Ickx         | Ensign-Ford        | 79     | 0      | + 1 Runde   | 16    | 1:15,345         |
| 14   | Vittorio Brambilla | March-Ford         | 79     | 0      | + 1 Runde   | 03    | 1:15,087         |
| 15   | Brett Lunger       | Surtees-Ford       | 78     | 0      | + 2 Runden  | 22    | 1:16,137         |
| 16   | Alan Jones         | Surtees-Ford       | 78     | 0      | + 2 Runden  | 20    | 1:14,792         |
| 17   | Larry Perkins      | Brabham-Alfa Romeo | 78     | 0      | + 2 Runden  | 19    | 1:15,388         |
| 18   | Jean-Pierre Jarier | Shadow-Ford        | 77     | 0      | + 3 Runden  | 18    | 1:15,891         |
| 19   | Henri Pescarolo    | Surtees-Ford       | 77     | 0      | + 3 Runden  | 21    | 1:17,273         |
| 20   | Guy Edwards        | Hesketh-Ford       | 75     | 0      | + 5 Runden  | 23    | 1:17,276         |
| –    | Jacques Laffite    | Ligier-Matra       | 43     | 0      | DNF         | 09    | 1:14,815         |
| –    | Emerson Fittipaldi | Copersucar-Ford    | 41     | 2      | DNF         | 17    | 1:15,690         |
| –    | Hans-Joachim Stuck | March-Ford         | 36     | 3      | DNF         | 08    | 1:15,211         |
| –    | Arturo Merzario    | Wolf-Williams-Ford | 11     | 0      | DNF         | 24    | 1:20,053         |

## WM-Stände nach dem Rennen
Die ersten sechs des Rennens bekamen 9, 6, 4, 3, 2 bzw. 1 Punkt(e). Es zählten nur die besten sieben Ergebnisse aus den ersten acht Rennen und die besten sieben Ergebnisse aus den letzten acht Rennen. In der Konstrukteurswertung zählte nur das Ergebnis des bestplatzierten Fahrers eines Teams. Streichresultate sind in Klammern gesetzt.

### Fahrerwertung
| Pos. | Fahrer             | Konstrukteur               | Punkte |
| ---- | ------------------ | -------------------------- | ------ |
| 01   | Niki Lauda         | Ferrari                    | 64     |
| 02   | James Hunt         | McLaren-Ford               | 56     |
| 03   | Jody Scheckter     | Tyrrell-Ford               | 43     |
| 04   | Patrick Depailler  | Tyrrell-Ford               | 33     |
| 05   | Clay Regazzoni     | Ferrari                    | 29     |
| 06   | Jacques Laffite    | Ligier-Matra               | 20     |
| 07   | John Watson        | Penske-Ford                | 19     |
| 08   | Jochen Mass        | McLaren-Ford               | 16     |
| 09   | Mario Andretti     | Lotus-Ford / Parnelli-Ford | 13     |
| 10   | Ronnie Peterson    | Lotus-Ford / March-Ford    | 10     |
| 11   | Gunnar Nilsson     | Lotus-Ford                 | 10     |
| 12   | Tom Pryce          | Shadow-Ford                | 10     |
| 13   | Carlos Pace        | Brabham-Alfa Romeo         | 7      |
| 14   | Hans-Joachim Stuck | March-Ford                 | 6      |
| 15   | Alan Jones         | Surtees-Ford               | 4      |
| 16   | Carlos Reutemann   | Brabham-Alfa Romeo         | 3      |
| 17   | Emerson Fittipaldi | Copersucar-Ford            | 3      |
| 18   | Chris Amon         | Ensign-Ford                | 2      |
| 19   | Rolf Stommelen     | Brabham-Alfa Romeo         | 1      |
| 20   | Vittorio Brambilla | March-Ford                 | 1      |
| 21   | Harald Ertl        | Hesketh-Ford               | 0      |

| Pos. | Fahrer                   | Konstrukteur                     | Punkte |
| ---- | ------------------------ | -------------------------------- | ------ |
| 22   | Jean-Pierre Jarier       | Shadow-Ford                      | 0      |
| 23   | Jacky Ickx               | Wolf-Williams-Ford / Ensign-Ford | 0      |
| 24   | Larry Perkins            | Boro-Ford / Brabham-Alfa-Romeo   | 0      |
| 25   | Arturo Merzario          | March-Ford / Wolf-Williams-Ford  | 0      |
| 26   | Renzo Zorzi              | Wolf-Williams-Ford               | 0      |
| 27   | Henri Pescarolo          | Surtees-Ford                     | 0      |
| 28   | Michel Leclère           | Wolf-Williams-Ford               | 0      |
| 29   | Bob Evans                | Lotus-Ford                       | 0      |
| 30   | Ingo Hoffmann            | Copersucar-Ford                  | 0      |
| 31   | Brett Lunger             | Surtees-Ford                     | 0      |
| 32   | Alessandro Pesenti-Rossi | Tyrrell-Ford                     | 0      |
| 33   | Loris Kessel             | Brabham-Ford                     | 0      |
| 34   | Lella Lombardi           | March-Ford / Brabham-Ford        | 0      |
| 35   | Guy Edwards              | Hesketh-Ford                     | 0      |
| 36   | Patrick Nève             | Brabham-Ford                     | 0      |
| –    | Ian Ashley               | B.R.M.                           | 0      |
| –    | Ian Scheckter            | Tyrrell-Ford                     | 0      |
| –    | Hans Binder              | Ensign-Ford                      | 0      |
| –    | Boy Hayje                | Penske-Ford                      | 0      |
| –    | Conny Andersson          | Surtees-Ford                     | 0      |

### Konstrukteurswertung
| Pos. | Konstrukteur       | Punkte  |
| ---- | ------------------ | ------- |
| 01   | Ferrari            | 77      |
| 02   | McLaren-Ford       | 61 (62) |
| 03   | Tyrrell-Ford       | 59      |
| 04   | Ligier-Matra       | 20      |
| 05   | Lotus-Ford         | 20      |
| 06   | Penske-Ford        | 19      |
| 07   | March-Ford         | 17      |
| 08   | Shadow-Ford        | 10      |
| 09   | Brabham-Alfa Romeo | 9       |

| Pos. | Konstrukteur       | Punkte |
| ---- | ------------------ | ------ |
| 10   | Surtees-Ford       | 4      |
| 11   | Copersucar-Ford    | 3      |
| 12   | Ensign-Ford        | 2      |
| 13   | Parnelli-Ford      | 1      |
| 14   | Wolf-Williams-Ford | 0      |
| 15   | Hesketh-Ford       | 0      |
| 16   | Boro-Ford          | 0      |
| 17   | Brabham-Ford       | 0      |
| –    | B.R.M.             | 0      |